# الکساندر پین
کنستانتین الکساندر پِین (انگلیسی: Constantine Alexander Payne؛ زادهٔ ۱۰ فوریهٔ ۱۹۶۱) کارگردان، فیلم‌نامه‌نویس و تهیه‌کنندهٔ آمریکایی است. فیلم‌های او به‌خاطر نگاه طنزآمیز به جامعه معاصر آمریکا معروفند. پین دو جایزهٔ اسکار، دو جایزهٔ گلدن گلوب و یک جایزهٔ بفتا برنده شده‌است.
پس از کارگردانی چندین فیلم کوتاه، پین نخستین فیلم بلندش، شهروند روث (۱۹۹۶) را ساخت. کار او با طنز سیاسی انتخابات (۱۹۹۹) که برای آن نامزد جایزه اسکار بهترین فیلم‌نامه اقتباسی شد، و کمدی-درام درباره اشمیت (۲۰۰۲) پیشرفت کرد. پین دو بار برنده جایزه اسکار بهترین فیلم‌نامه اقتباسی برای نگارش مشترک راه‌های فرعی (۲۰۰۴) و زادگان (۲۰۱۱) شد. او همچنین برای این دو فیلم و برای فیلم جاده‌ای نبراسکا (۲۰۱۳) نامزد جایزه اسکار بهترین کارگردانی شد. او از آن زمان کارگردانی درام‌های کمدی کوچک‌سازی (۲۰۱۷) و جاماندگان (۲۰۲۳) را بر عهده داشته‌است.

## زندگی و حرفه
پین در اوماها در ایالت نبراسکا به‌دنیا آمد. مادرش پگی و پدرش جورج پاین، رستوران‌دار بود. پدربزرگ یونانی‌اش نام فامیل پِین را از تغییر و انگلیسی‌سازی پاپادوپلوس، ایجاد کرد. الکساندر کوچک‌ترین پسر از میان سه پسر خانواده بود و در همان محله‌ای که وارن بافت میلیاردر معروف زندگی می‌کرد، کودکی‌اش را گذراند.
پین کار خود را با فیلم همشهری راث شروع کرد. دومین فیلم او انتخابات مورد توجه منتقدان قرار گرفت. و نامزد جایزه اسکار بهترین فیلمنامه اقتباسی شد. داستان فیلم انتخابات در مورد یک انتخابات دانش آموزی است که به فساد کشیده می‌شود. بعد از آن فیلم درباره اشمیت را با بازی درخشان جک نیکلسون ساخت و باز هم مورد تحسین قرار گرفت و برنده جایزه گلدن گلوب بهترین فیلمنامه شد. این فیلم داستان یک پیرمرد تنها را روایت می‌کند. او در سال ۲۰۰۴ فیلم راه‌های فرعی را ساخت و توانست نامزد جایزه بهترین کارگردانی و برنده جایزه بهترین فیلمنامه اقتباسی شود و به شهرت برسد. بعد از هفت سال دوری از کار پین فیلم زادگان با بازی جرج کلونی را ساخت. این فیلم توانست در هشتاد و چهارمین دوره جوایز اسکار نامزد پنج جایزه اسکار از جمله جایزه اسکار بهترین کارگردانی و فیلم شود و در آخر جایزه اسکار بهترین فیلمنامه اقتباسی را برای پین به ارمغان آورد. زادگان داستان یک وکیل موفق که مدت کمی پیش خانواده اش است و بعد از تصادف همسرش باید بیشتر با فرزندانش وقت بگذراند. پین با ساخت فیلم نبراسکا برای سومین بار نامزد جایزه اسکار بهترین کارگردانی شد. نبراسکا داستان سفر یک پدر پیر به همراه پسر جوانش است. فیلم کوچک سازی با بازی مت دیمون در سال ۲۰۱۷ تولید شد و نامزد جایزه شیر طلایی ونیز شد.

## فیلم‌شناسی

### فیلم‌های بلند
| سال  | عنوان        | کارگردان | نویسنده | تهیه‌کننده |
| ---- | ------------ | -------- | ------- | --------- |
| ۱۹۹۶ | شهروند روث   | آری      | آری     | نه        |
| ۱۹۹۹ | انتخابات     | آری      | آری     | نه        |
| ۲۰۰۲ | درباره اشمیت | آری      | آری     | نه        |
| ۲۰۰۴ | راه‌های فرعی  | آری      | آری     | نه        |
| ۲۰۱۱ | زادگان       | آری      | آری     | آری       |
| ۲۰۱۳ | نبراسکا      | آری      | نه      | نه        |
| ۲۰۱۷ | کوچک‌سازی     | آری      | آری     | آری       |
| ۲۰۲۳ | جاماندگان    | آری      | نه      | نه        |

| تهیه‌کنندهٔ اجرایی - ترور ریچارد نیکسون (۲۰۰۴) - مسائل خاکستری (۲۰۰۶) - خانواده سوج (۲۰۰۷) - از یک طرف (۲۰۰۹) - کومیکو، شکارچی گنج (۲۰۱۴) - رابطه یک‌شبه (۲۰۱۷) - شهر کوچک ویسکانسین (۲۰۲۰) | تهیه‌کننده - سلطان کالیفرنیا (۲۰۰۷) - سدار راپیدز (۲۰۱۱) فقط نویسنده - ملاقات والدین (۲۰۰۰) (بدون اعتبار) - پارک ژوراسیک ۳ (۲۰۰۱) - اکنون شما را چاک و لری اعلام می‌کنم (۲۰۰۷) |  |

### فیلم‌های کوتاه
- کارمن (۱۹۸۵)

### فیلم‌های دانشجویی
- شور مارتین (۱۹۹۱)

## کتاب‌ها
- میز قهوه[۵] با جیمز زمائیتیس
- راهنمای راه‌های فرعی برای شراب و زندگی با جیم تیلور و طراحی رکس پیکت